# Camplong II
Camplong II is een bestuurslaag in het regentschap Kupang van de provincie Oost-Nusa Tenggara, Indonesië. Camplong II telt 2827 inwoners (volkstelling 2010).